# Kalkulatorische Kosten
Unter kalkulatorischen Kosten versteht man in der Betriebswirtschaftslehre und im Rechnungswesen Kostenarten, denen gar kein oder kein gleich hoher Aufwand gegenübersteht. Kalkulatorische Kosten fallen nur rechnerisch an, sie werden tatsächlich nicht bezahlt. Pendant sind die kalkulatorischen Erlöse.

## Allgemeines
Der zusammengesetzte Begriff „kalkulatorische Kosten“ ist Erich Kosiol zufolge ein Pleonasmus, da Kosten ihrem Wesen nach stets kalkulatorisch sind. Kalkulatorische Kosten signalisieren, dass diese Kosten keine pagatorischen Kosten wie etwa Personalkosten sind, denen ein in der Finanzbuchhaltung zu erfassender Aufwand gegenübersteht. Vielmehr dienen sie unternehmensinternen Kalkulationszwecken. Damit weist das Attribut „kalkulatorisch“ darauf hin, dass die betreffenden Kosten nur für Zwecke der Preiskalkulation berücksichtigt werden und daher rein fiktiv sind. Denn es genügt meist nicht, die Preiskalkulation auf der Gewinn- und Verlustrechnung (dem pagatorischen Ergebnis) aufzubauen, sondern zusätzlich sind die kalkulatorischen Kosten aus der Betriebsbuchhaltung zugrunde zu legen. Diese müssen – unbeeinträchtigt durch handels- und steuerrechtliche Vorschriften – verrechnet werden, damit in der Kostenrechnung der tatsächliche Werteverzehr an Produktionsfaktoren berücksichtigt wird.
Während die Finanzbuchhaltung (externes Rechnungswesen) Aufwendungen und Erträge betrachtet, erfasst die Kosten- und Leistungsrechnung (internes Rechnungswesen) Kosten und Leistungen. Die Kostenartenrechnung gelangt durch Abgrenzungen von Aufwendungen zu Kosten und berücksichtigt dabei alle Kosten, insbesondere kalkulatorische Kosten (z. B. Eigenkapitalzinsen).

## Arten
Kalkulatorische Kosten werden seit Erich Kosiol in die Hauptgruppen Zusatzkosten und Anderskosten unterteilt.
- Um Zusatzkosten handelt es sich, wenn den kalkulatorischen Kosten kein artgleicher Aufwand gegenübersteht. Zusatzkosten werden betriebsintern zusätzlich zu den pagatorischen Kosten angesetzt.[3] Sie werden für den Verbrauch oder die Nutzung von Gütern zugrunde gelegt, bei denen kein Aufwand und daher auch keine Ausgabe entsteht; Kosiol bezeichnet sie als „aufwandslose Kosten“ (Grundkosten).
  - kalkulatorischer Unternehmerlohn: Entsteht bei vollhaftenden Geschäftsführern von Personengesellschaften und Einzelunternehmen als Differenz zwischen den tatsächlichen Entnahmen und dem marktüblichen fiktiven Geschäftsführergehalt. Nach § 121 Abs. 1 HGB steht ihm zunächst vom Gewinn ein Anteil von 4 % seines Kapitalanteils zu (Zinsanteil), der verbleibende Saldo ist unter die Gesellschafter „nach Köpfen“ zu verteilen (Gewinnanteil; § 121 Abs. 3 HGB). Ein vernünftig wirtschaftender Unternehmer wird für die eigene Arbeitsleistung eine marktübliche Vergütung erwarten und seine Preise entsprechend kalkulieren. Dies wird durch den kalkulatorischen Unternehmerlohn berücksichtigt.
  - kalkulatorische Mieten und Pachten: dem Unternehmen oder Unternehmer gehörende Produktionsstätten, Lagerhallen oder Verwaltungsgebäude würden Miet- oder Pachtzins kosten, wenn sie von Dritten gemietet oder gepachtet wären. Um diesen Kostenvorteil zu eliminieren, werden Mieten und Pachten mit kalkuliert.
- Anderskosten liegen vor, wenn entsprechende pagatorische Kostenarten zwar vorhanden sind, sie sich jedoch der Höhe nach vom tatsächlichen Aufwand unterscheiden. Der häufigste Anwendungsfall der Anderskosten sind die Abschreibungen, wenn die kalkulierten Abschreibungen von den handelsrechtlichen Abschreibungen abweichen. Das kann der Fall sein, wenn die wirkliche Abnutzung höher ist als die handelsrechtliche, weil bei letzteren aus bilanzpolitischen oder steuerrechtlichen Gründen andere Abschreibungsstrategien verfolgt werden müssen.
  - kalkulatorische Abschreibungen: die pagatorischen Abschreibungen richten sich nach den Vorschriften für die Handels- und Steuerbilanz. Abschreibungen werden für steuerliche Zwecke regelmäßig von den historischen Anschaffungskosten oder Herstellungskosten berechnet. Steigen jedoch die Wiederbeschaffungskosten, reichen diese Abschreibungen zur Finanzierung von Ersatzbeschaffungen nicht aus. Eine Substanzerhaltung ist dann nicht möglich. Deshalb wählt man für die Preiskalkulation statt der historischen Anschaffungskosten die Wiederbeschaffungskosten als Bemessungsgrundlage für Abschreibungen.
  - kalkulatorische Wagnisse: Pagatorisch wird der Aufwand für Gewährleistungen zwar berücksichtigt, jedoch nur bis zur handels- und steuerrechtlich zulässigen Grenze. Die darüber hinausgehenden Anderskosten und andere nicht versicherte Risiken werden als kalkulatorische Wagnisse in Form der Wagniskosten berücksichtigt.
  - kalkulatorische Eigenkapitalverzinsung: In der pagatorischen Rechnung erscheinen nur die Fremdkapitalzinsen, so dass das betriebsnotwendige Gesamtkapital nicht vollständig verzinst würde. Dies wird durch die kalkulatorische Verzinsung ausgeglichen.

## Betriebswirtschaftliche Aspekte
Kalkulatorische Kosten werden zwar in der Kostenrechnung verrechnet und gehen auch in das Betriebsergebnis ein, wirken sich jedoch im externen handelsrechtlichen Jahresabschluss nicht aus und sind dort deshalb nicht erkennbar. Die interne Preiskalkulation richtet sich nicht nach dem handelsrechtlichen pagatorischen Ergebnis, sondern nach dem Ergebnis der Betriebsbuchhaltung, wo die kalkulatorischen Kosten erfasst werden. Die Preisuntergrenze würde zu niedrig kalkuliert, wenn auf die Einbeziehung der kalkulatorischen Mieten und Pachten verzichtet wird. Die interne Preiskalkulation liefert durch ihre Einbeziehung den Preis, den ein Unternehmen am Markt für seine Produkte oder Dienstleistungen idealerweise verlangen müsste. Ist dieser Preis aus Wettbewerbsgründen nicht erzielbar, muss der konkurrenzfähige Preis ausgewählt werden. Kalkulatorische Kosten sollen eine faire, vergleichbare Kostenstruktur im Rahmen einer Profitcenter-Rechnung erzeugen.
Günter Wöhe zufolge lösen die kalkulatorischen Kosten zwei Aufgaben:
- sie belasten die Selbstkosten der Kostenträger mit dem effektiven Werteverzehr, auch wenn die Gewinn- und Verlustrechnung diesen nicht oder in anderer Höhe ausweist;
- sie verteilen aperiodisch und zufällig in der betrieblichen Produktion auftretende Verluste durch kalkulatorische Wagniszuschläge gleichmäßig auf die Abrechnungsperioden als Selbstversicherung.